# Landie Greyling
Pour les articles homonymes, voir Greyling.
Roelande « Landie » Greyling, née Visser le 11 janvier 1984, est une traileuse sud-africaine. Elle est championne d'Afrique d'Ultra SkyMarathon 2015 et a notamment remporté l'Ultra-trail Cape Town en 2016.

## Biographie
Landie Greyling fait ses débuts en course sur route en 2007 lors de ses études à l'université de Pretoria. En 2008, elle découvre le trail et fait la connaissance de son futur mari Christiaan Greyling qui pratique le raid nature. Le couple se forme et décide de se concentrer sur le trail,,.
Le 3 novembre 2012, elle prend part à sa première épreuve d'ultra-trail en s'élançant sur le parcours très technique de 100 kilomètres de la Skyrun. Elle domine la course et s'impose en 18 h 8 min 0 s, battant le précédent record féminin de plus de deux heures.
Le 6 juillet 2014, elle remporte le Dodo Trail Xtreme au terme d'une lutte serrée avec la Française Estelle Carret. Le 23 septembre, elle s'élance au départ de l'Otter African Trail Run en version « Retto ». Elle doit faire à deux autres favorites, Nicolette Griffioen et Susan Erskine Don-Wauchope. Elle s'empare des commandes de la course qu'elle domine du début à la fin pour remporter la victoire.
Elle connaît une bonne saison 2015 et s'impose notamment au trail du Colorado. Le 26 juillet, elle se présente à nouveau au départ de l'Xtreme Dodo Trail qui compte comme épreuve d'Ultra SkyMarathon lors de l'édition inaugurale des championnats d'Afrique de skyrunning. Annoncée comme grande favorite et sans véritable concurrence, elle domine la course et s'impose facilement avec une heure vingt d'avance sur la Réunionnaise Sophie Blard pour remporter le titre.
Le 10 décembre 2016, elle prend le départ de l'Ultra-trail Cape Town et doit faire face à une autre favorite, l'Américaine Sally McRae. Landie Greyling domine la course et s'impose aisément avec deux heures d'avance sur Sally McRae.
Le 7 mai 2017, elle participe à la Wings for Life World Run en Afrique du Sud à Pretoria. Elle s'impose dans la catégorie féminine avec 37,44 kilomètres parcourus.
Elle se blesse fin 2017 puis tombe enceinte en 2018. Six mois après la naissance de son fils, elle retrouve le chemin des podiums en remportant la médaille d'argent aux championnats d'Afrique du Sud de trail derrière Nicolette Griffioen.
Le 16 février 2025, elle prend part aux championnats d'Afrique du Sud de marathon courus dans le cadre du Peninsula Marathon. Elle termine troisième de la course en 2 h 55 min 1 s. Engagée sous les couleurs du club Western Province Athletics, elle remporte le titre national.

## Palmarès

### Trail
| no  | féminin            | Course                                                   | Longueur | Départ                   | Temps            |
| --- | ------------------ | -------------------------------------------------------- | -------- | ------------------------ | ---------------- |
| 25e | Médaille de bronze | Otter African Trail Run                                  | 43 km    | 15 octobre 2011          | 5 h 47 min 2 s   |
| 26e | Médaille de bronze | Otter African Trail Run Retto                            | 43 km    | 13 octobre 2012          | 5 h 37 min 3 s   |
| 6e  | Médaille d'or      | Skyrun 100                                               | 105 km   | 3 novembre 2012          | 18 h 8 min 0 s   |
| 51e | 9e                 | Championnats du monde de trail                           | 77 km    | 6 juillet 2013           | 7 h 17 min 29 s  |
| 18e | Médaille d'argent  | Otter African Trail Run                                  | 43 km    | 22 septembre 2013        | 4 h 59 min 9 s   |
| 13e | Médaille d'or      | Dodo Trail                                               | 50 km    | 6 juillet 2014           | 6 h 49 min 10 s  |
| 12e | Médaille d'or      | Otter African Trail Run Retto                            | 43 km    | 23 septembre 2014        | 5 h 11 min 46 s  |
| 7e  | Médaille d'or      | Skyrun 100                                               | 100 km   | 21 novembre 2014         | 16 h 14 min 0 s  |
| 11e | Médaille d'or      | Buffalo Stampede Ultra SkyMarathon                       | 75 km    | 11 avril 2015            | 9 h 40 min 42 s  |
| 17e | Médaille d'or      | Trail du Colorado                                        | 38 km    | 12 juillet 2015          | 4 h 34 min 1 s   |
| 12e | Médaille d'or      | Championnats d'Afrique de skyrunning - Ultra SkyMarathon | 50 km    | 26 juillet 2015          | 7 h 5 min 2 s    |
| 12e | (mixte)            | Transalpine Run                                          | 268 km   | 29 août-5 septembre 2015 | 32 h 56 min 25 s |
| 8e  | Médaille d'or      | Ultra-trail Cape Town - 65 km                            | 64 km    | 3 octobre 2015           | 8 h 36 min 20 s  |
| 10e | Médaille d'or      | Skyrun 100                                               | 100 km   | 21 novembre 2015         | 18 h 5 min 14 s  |
| 75e | 4e                 | Marathon du Mont-Blanc                                   | 42 km    | 26 juin 2016             | 5 h 8 min 58 s   |
| 44e | 4e                 | Grand Trail des Templiers                                | 76 km    | 23 octobre 2016          | 3 h 54 min 56 s  |
| 4e  | Médaille d'or      | Ultra-trail Cape Town                                    | 100 km   | 10 décembre 2016         | 12 h 1 min 26 s  |
| 20e | 4e                 | 80 km du Mont-Blanc                                      | 90 km    | 23 juin 2017             | 13 h 31 min 14 s |
| 12e | Médaille d'or      | Tour du Néouvielle                                       | 43 km    | 26 août 2017             | 4 h 56 min 47 s  |
| 9e  | Médaille d'argent  | Otter African Trail Run                                  | 43 km    | 11 octobre 2019          | 5 h 8 min 52 s   |
| 5e  | Médaille d'or      | Skyrun 65                                                | 66 km    | 20 novembre 2021         | 9 h 41 min 51 s  |
| 13e | Médaille d'or      | Peninsula Traverse 55KM                                  | 55 km    | 25 novembre 2022         | 6 h 23 min 31 s  |
| 15e | Médaille de bronze | Peninsula Traverse 55KM                                  | 55 km    | 22 novembre 2024         | 6 h 27 min 59 s  |

### Route
| Année | Compétition                               | Lieu   | Place | Épreuve  | Temps          |
| ----- | ----------------------------------------- | ------ | ----- | -------- | -------------- |
| 2025  | Championnats d'Afrique du Sud de marathon | Le Cap | 1re   | Marathon | 2 h 55 min 1 s |

## Records
| Épreuve      | Performance    | Date            | Lieu   |
| ------------ | -------------- | --------------- | ------ |
| 5 000 mètres | 17 min 37 s 94 | 17 avril 2023   | Le Cap |
| Marathon     | 2 h 55 min 1 s | 16 février 2025 | Le Cap |